# Aeropuerto de Assis

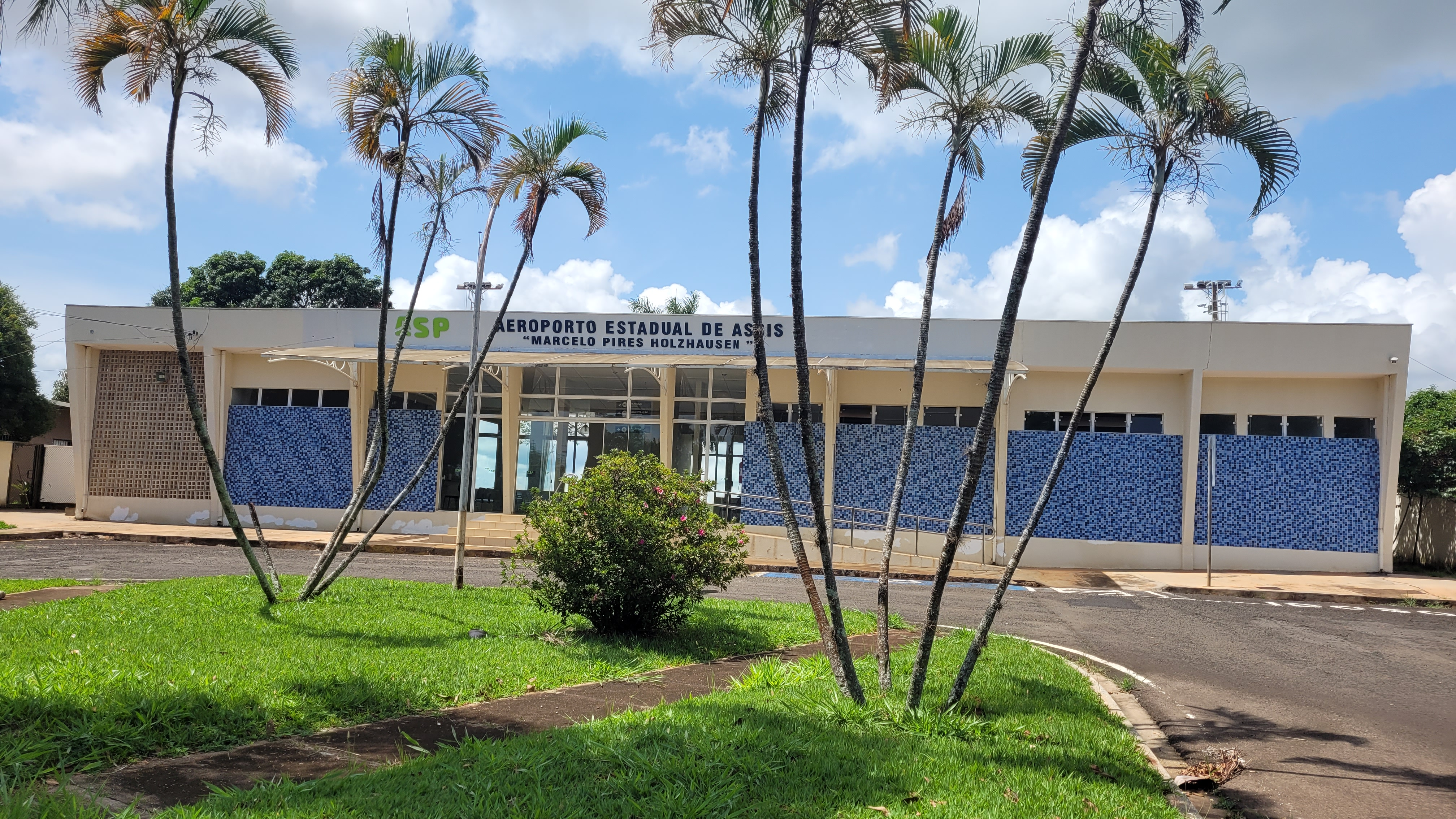
Entrada del aeropuerto de Assis. Diciembre 2022.

Aeropuerto de Assis (IATA: AIF, OACI: SNAX), es el aeropuerto que da servicio a Assis, Brasil.
Es operado por ASP.

## Historia
El 15 de julio de 2021 se subastó la concesión del aeropuerto a la Socicam, bajo el nombre de Consórcio Aeroportos Paulista (ASP). El aeropuerto fue operado anteriormente por DAESP.

## Aerolíneas y destinos
En este aeropuerto no operan vuelos regulares.

## Acceso
El aeropuerto está ubicado a 7 km (4 millas) del centro de Assis.